# Enoermino
Enoermino (Russisch: Энурмино) is een dorp (selo) op de noordelijke kust van het Tsjoektsjenschiereiland, aan de zuidkust van de Tsjoektsjenzee in het noorden van het district Tsjoekotski, in het noordoosten van de Russische autonome district Tsjoekotka. De naam van de plaats komt van het Tsjoektsjische 'и'ннурмин' (i'nnoermin), wat iets als "een plaats achter de heuvels" betekent. De Inuit noemen de plaats Anoesjvik (Anoesjpik, Anoervik), wat mogelijk is afgeleid van 'ai'; "(uit)gaan".

## Geografie
De plaats ligt ten zuidoosten van Kaap Netten (waar zich poolstation Nettan/Нэттан bevindt, waar een Tsjoektsjisch gezin woont) en ten noordwesten van Kaap Ninveren en Kaap Serdtse-Kamen, op een landtong tussen de Enoermikynmangkachlagune in het zuiden en de Nettekeniskynbocht in het noorden. Ongeveer 50 kilometer westnoordwestelijker ligt het dorp Nesjkan en ongeveer 100 kilometer zuidoostelijker het dorp Intsjo-oen. De plaats heeft alleen een wegverbinding met het poolstation en is van buitenaf alleen te bereiken per helikopter (vanuit het 260 kilometer verderop gelegen districtcentrum Lavrentia) of kleine boot (grote boten kunnen er niet aanmeren vanwege de ondiepte van de bocht). Het dorp vormt onderdeel van het natuur-etnografisch park Beringia.
Enoermino ligt in een schilderachtige vallei omringd door heuvels en bestaat uit ongeveer 50 huisjes verspreid langs de hoofdweg (Sovjetskaja oelitsa; 'sovjetstraat') over de landtong en de zijweg (oelitsa Vostotsjnaja; 'oostelijke straat') daarvan. Vanaf 2003 zijn er in het kader van een woningbouwprogramma een aantal nieuwe stenen cottages gebouwd. Er bevinden zich een winkel, cultureel centrum, kleine bibliotheek, postkantoor, feldsjerpost en lagere school. Vanaf de 5e klas gaan de kinderen 's winters per helikopter naar een internaat, om daar verder onderwijs te volgen. Er is een complex gebouwd waar een gecombineerde kleuterschool en lagere school in zijn gehuisvest. De plaats heeft een telefoonverbinding met Moskou.

## Geschiedenis
De eerste vermelding van Enoermino dateert uit 1893 door een Amerikaanse walvisvaarder. De huidige plaats ontstond in de jaren 1950 door de gedwongen samenvoeging van een aantal 'perspectiefloze' Siberische dorpen. Bij het dorp werd in 1967 de rendierhouderijsovchoz Imena 50-letja Velikogo Oktjabrja (Им. 50-летя Великого Октября; "50 jaar Grote Oktober") opgericht, waartoe ook Lorino en Nesjkan behoorden. Deze sovchoz vormt nu het gemeentelijke landbouwbedrijf Zapoljarje (Заполярье), die vestigingen heeft in Enoermino, Lavrentia, Nesjkan, Oeëlen en Intsjo-oen.
In de buurt van de plaats liggen resten van twee oudere nederzettingen; een uit de 5e tot 15e eeuw op 2 kilometer ten oosten van het dorp en een uit de 5e tot 9e eeuw op 2,5 kilometer ten westen van het dorp. Bij het poolstation is ook een tombe gevonden waarvan de leeftijd niet is vastgesteld. Er werd in de 20e eeuw een pelsdierhouderij gevestigd, maar deze is nu gesloten. De inwoners houden zich bezig met de jacht op walrussen (nabij Kaap Serdtse-Kamen bevindt zich een zeer grote kolonie) en de visserij. Het dorp kent veel alcoholverslaafden en zelfmoordplegers (9 uit de leeftijdsgroep 20-29 tussen 2000 en 2007).
In 2001 stortte waarschijnlijk door een technisch mankement een Mi-8-helikopter van Chukotavia neer bij de plaats, waarbij de 11 inzittenden om het leven kwamen. In 2008 werd op het Russische documentairefestival Flaertiana in Perm een film getoond van Aleksej Vachroesjev en Boris Karadzjev over het leven in het dorp (Добро пожаловать в Энурмино, Dobro pozjalovat v Enoermino; "welkom in Enoermino"), waarin te zien is hoe de inwoners pogen om te overleven en hun tradities te behouden.

## Demografie
Enoermino heeft 311 inwoners (2009). In de jaren 1926 en 1927 woonden er nog slechts 103 mensen, allen Tsjoektsjen. In 1943 telde Enoermino samen met het dorp Po-oeten (Поутэн) 275 inwoners, waaronder 259 Tsjoektsjen en een Siberische Joepik. Bij de volkstelling van 1989 woonden er 290 mensen, waaronder 260 en in 2003 woonden er 297 mensen, waaronder 296 Tsjoektsjen.

## Bezienswaardigheden
Ten zuidoosten van het dorp ligt de verlaten Inuïtisch-Tsjoektsjische nederzetting Tsjegitoen (6e eeuw – midden jaren 1950), waarvan de inwoners naar Enoermino werden verplaatst. In 2003 vonden hier opgravingen plaats.
Bestuurlijk centrum: Lavrentia

Enoermino · Intsjo-oen · Lorino · Nesjkan · Oeëlen